# Annali di Ḫattušili I
Gli Annali di Ḫattušili I (talvolta Autobiografia di Hattushili) sono un testo cuneiforme bilingue, in accadico e in ittita, nel quale il re Ḫattušili I narra le imprese compiute in cinque anni di regno.
Scoperto nel 1957, il testo ci è giunto in una copia del XIII secolo a.C., quindi 400 anni circa dopo i fatti cui si riferisce; raccoglie le imprese militari del re per un periodo che appare di cinque anni (dei circa 30 del suo regno). Questi cinque anni sono in genere collocati dagli studiosi all'inizio del suo regno, ma è anche possibile che questi annali costituiscano una sorta di selezione delle gesta più significative del re e che riguardino tutti i 30 anni di regno di Hattushili. Nel complesso, Hattushili deve aver condotto numerose campagne militari, tanto in Anatolia quanto in Siria.

## Contesto
Quando Hattushili salì al trono, il suo regno consisteva della parte centrale dell'Anatolia, forse da mare a mare (il Mar Nero nell'area di Zalpa, il Mediterraneo in Cilicia). Ad ovest era Arzawa, indipendente: contro queste terre Hattushili promuoverà una campagna nel terzo anno. A sud-est, oltre il Tauro, in direzione dell'alluvio mesopotamico, erano diversi stati indipendenti come Khashshum, Khakhkhum, Urshum. Due potenze assai più rilevanti stavano alle spalle di queste realtà: Yamkhad, che dominava su alcuni Stati del sud-est anatolico (Alalakh, Karkemiš e forse la stessa Urshum), e il Regno di Khurri, area che i testi ittiti identificavano in genere riferendosi al popolo ("i Hurriti", "le truppe hurrite") più che al territorio, ma che negli Annali assume già la denominazione territoriale di Khanigalbat. Queste formazioni hurrite rappresentano un elemento di parziale novità: i Hurriti abitavano l'area già ai tempi di Mari (e forse anche in età tardo-accadica), ma ai tempi di Hattushili sono molto più organizzate e, in progresso di tempo, coaguleranno nel regno di Mitanni.
Gli Annali si fermano al quinto anno. Non sappiamo quando fu sottomesso il regno di Arzawa (Anatolia occidentale). Arzawa era una confederazione di almeno cinque regni (Arzawa, Mira, Hapalla, Terra del fiume Seha, e Wilusa). Il regno di Wilusa (Wiluša) era probabilmente l'omerica (W)ilios anche se è possibile che all'epoca, con questo termine, si indicasse solamente la regione della Troade, senza includere la città vera e propria, forse indicata in questo periodo in lingua ittita come Taruisa o Taruiša. La capitale di Arzawa era Apasa (o Apaša). Arzawa non tardò a recuperare la sua indipendenza mentre Wilusa rimase alleata degli Ittiti, come testimoniato dai tributi inviati periodicamente.
Ḫattušili I infine portò un nuovo attacco contro Yamkhad, ma rimase gravemente ferito in battaglia. Il regno di Yamkhad includeva lo stato vassallo di Alalakh (che controllava il passo di entrata in Siria dall'Anatolia). Il re di Yamkhad fu sconfitto e alcuni territori occupati, ma la capitale Aleppo non fu conquistata. Yamkhad fu comunque ridotto ad un regno secondario.

## Contenuto

### Primo anno
Nel primo anno di regno le operazioni militari rimasero confinate in Cappadocia, e riguardarono soprattutto le dispute familiari legate ad una successione contrastata. La scelta degli obiettivi bellici fu legata anche alla decisione di spostare la capitale a Ḫattuša ed alla necessità di controllare con saldezza i territori ad essa limitrofi. Il primo obiettivo Sanahuitta che Ḫattušili I assediò ma non espugnò: si limitò invece ad occupare i territori circostanti. Tuttavia l'impresa fu lasciata a metà: la città fu ritenuta troppo dispendiosa da espugnare, così Ḫattušili I rinviò l'assalto finale ad un secondo momento. Poi Ḫattušili I diresse le armate a Nord ed assediò e sottomise Zalpa, sul Mar Nero, probabilmente perduta al momento della ribellione di Papahdilmah. La soluzione non fu definitiva, perché in seguito la città fu protagonista di una sanguinosa rivolta contro il sovrano.

### Secondo anno
L'anno successivo condusse una spedizione militare di ampia portata in Siria. Passando per la città di Adana e valicando i monti Nur attraverso il passo Belen, entrò in Siria e attaccò la città di Alalakh, di cui era re Ammitaqu, un vassallo di Ammurapi di Aleppo. La città fu espugnata e distrutta. Successivamente pose l'assedio alla città di Urshu, posta sul fiume Eufrate sopra Karkemiš. La città ottenne il supporto del re di Aleppo, del re di Zaruar e del re di Zuppa ma alla fine fu conquistata. Ultimi obiettivi della campagna furono le città di Ikakali e di Tašiniya o Tišiniya (non identificate, ma bisogna ricordare che in questi annali venivano chiamate città anche piccoli villaggi fortificati). È curioso notare come nel resoconto della campagna non compaia mai un riferimento agli eserciti del regno di Yamkhad (Aleppo), che rimase per tutto il regno di Ḫattušili I la principale potenza del nord siriano.

### Terzo anno
Nel resoconto del terzo anno di regno compaiono i nomi di due popoli che ebbero un peso importante nella storia successiva del regno ittita. Il primo di questi è Arzawa, un regno esteso nella parte sud ovest della penisola anatolica. «Nel terzo anno si diresse a occidente verso Arzawa», ma non riuscì a conquistare la capitale e si limitò al saccheggio delle coltivazioni e del bestiame.
Mentre l'esercito ed il re erano impegnati nella campagna in Arzawa, una devastante invasione da est colse impreparato e sguarnito il cuore del regno ittita: un'incursione di Hurriti devastò l'Anatolia centrale: tutti i territori precedentemente conquistati da Labarna ed Ḫattušili I si ribellarono e «solo la città di Ḫattusa rimase fedele». Il precipitoso rientro di Ḫattušili I mise in fuga gli Hurriti, ma l'attacco aveva ottenuto l'effetto di sollevare quelle popolazioni che mal sopportavano il dominio ittita. Tuttavia, usando come base Ḫattuša, il sovrano iniziò le operazioni di riconquista, secondo la politica adottata da Anitta in precedenza e dagli imperatori ittiti delle generazioni seguenti: tolleranza per chi si fosse arreso, morte e distruzione per chi avesse opposto resistenza. In breve tempo tutto il regno tornò sotto il controllo di Ḫattušili I. Nonostante il resoconto trionfale sulla cacciata degli Hurriti, Ḫattušili I dovette continuare ad affrontare questo popolo per tutti i rimanenti anni del suo regno.

### Quarto anno
Era tempo di chiudere i conti con Sanahuitta, base della ribellione contro il nonno di Ḫattušili I e verosimilmente ancora in mano al ramo ribelle della famiglia. Il sovrano assediò la città che cadde dopo sei mesi. Con la caduta di Sanahuitta tutte le altre città ribelli si arresero, alcune senza opporre resistenza.

### Quinto anno
Nel quinto anno venne condotta una nuova campagna in Siria. Dopo la distruzione della città di Zaruna attaccò la città urrita di Hasu (Haššu), a est del fiume Eufrate, che probabilmente era divenuta la capitale del regno conosciuto in Assiria col nome di Regno di Mama. L'operazione fu condotta dal generale e capo della guardia reale Lapalsis (Lepalšiš) e, forse, da un funzionario di corte chiamato "figlio di Karahnuilis". Hammurabi III re di Yamkhad (Aleppo), figlio di Yarim-Lim III, inviò i suoi generali Zukraši e Zaludi con rinforzi per contribuire a difendere la città, ma essi furono sconfitti dall'esercito ittita fra le montagne Adalur, che separavano la Cilicia dalla Siria. 
Ormai libero di agire Ḫattušili I attraversò l'Eufrate (fu il primo re ittita a farlo) e distrusse Hasu. Successivamente marciò contro la città di Tawanaga, catturò il suo re e lo fece decapitare e, di seguito, distrusse la città di Zippasna. Infine attaccò la città di Hahhu che fu conquistata dopo tre battaglie nei suoi dintorni. Tornò quindi a Ḫattuša col bottino, che fu offerto alla coppia divina costituita dal dio delle tempeste Tarhunzas e dalla dea del sole di Arinna.